# Куп Србије у одбојци за жене 2024/25.
Куп Србије у одбојци за жене 2024/25. је деветнаесто такмичење организовано под овим називом од стране Одабојкашког савеза Србије.

## Учесници
- Београд, Београд
- Борац, Чачак
- Железничар, Лајковац
- Инђија, Инђија
- Јединство, Стара Пазова
- Јединство, Ужице
- Клек, Зрењанин
- Лесковац 98, Лесковац
- Омладинац, Нови Бановци
- Партизан Коптек, Београд
- Раднички Бластерс, Београд
- Спартак, Суботица
- Срем, Сремска Митровица
- ТЕНТ, Обреновац
- Уб, Уб
- Црвена звезда, Београд

## Календар такмичења
- Осмина финала: 24—26. септембар и 9. октобар 2024.
- Четвртфинале: 29—30. октобар и 19—20. новембар 2024.
- Полуфинале: 4. и 18. децембар 2024.
- Финале: 23. фебруар 2025.

## Осмина финала
Жреб парова осмине финала Купа Србије у сезони 2024/25. одржан је 17. септембра 2024. године.
У осмини финала се игра једна утакмица.
| Датум и време      |                        | Резултат       |                   | Сетови  | Сетови  | Сетови  | Сетови  | Сетови |
| Датум и време      | 1.                     | Резултат       | 2.                | 3.      | 4.      | 5.      |         |        |
| ------------------ | ---------------------- | -------------- | ----------------- | ------- | ------- | ------- | ------- | ------ |
| 24. 9. 2024. 19:00 | Јединство Стара Пазова | 3 : 1 Извештај | Јединство Ужице   | 21 : 25 | 25 : 19 | 25 : 18 | 25 : 16 |        |
| 24. 9. 2024. 19:00 | ТЕНТ                   | 3 : 0 Извештај | Лесковац 98       | 25 : 18 | 25 : 15 | 25 : 22 |         |        |
| 25. 9. 2024. 17:00 | Омладинац Нови Бановци | 0 : 3 Извештај | Инђија            | 13 : 25 | 23 : 25 | 13 : 25 |         |        |
| 25. 9. 2024. 18:00 | Партизан Коптек        | 3 : 0 Извештај | Раднички Бластерс | 25 : 20 | 25 : 20 | 27 : 25 |         |        |
| 25. 9. 2024. 20:00 | Срем                   | 3 : 0 Извештај | Београд           | 25 : 17 | 25 : 13 | 25 : 12 |         |        |
| 26. 9. 2024. 19:00 | Уб                     | 3 : 0 Извештај | Спартак Суботица  | 25 : 16 | 25 : 18 | 25 : 23 |         |        |
| 26. 9. 2024. 20:30 | Црвена звезда          | 3 : 0 Извештај | Борац Чачак       | 25 : 14 | 25 : 13 | 25 : 6  |         |        |
| 9. 10. 2024. 19:00 | Железничар Лајковац    | 3 : 0 Извештај | Клек              | 25 : 14 | 25 : 14 | 25 : 10 |         |        |

## Четвртфинале
Жреб парова четвртфинала Купа Србије у сезони 2024/25. одржан је 24. октобра 2024. године.
У четвртфиналу се играју две утакмице (једна на домаћем и једна на гостујућем терену). Утакмице завршене резултатима 3 : 0 (0 : 3) и 3 : 1 (1 : 3) победнику доносе три бода, док поражени остаје без бодова. Утакмице завршене резултатом 3 : 2 (2 : 3) победнику доносе два бода, а пораженом један. Победник четвртфиналног двомеча је онај клуб који сакупи више бодова. Ако противници имају исти број бодова, победник четвртфиналног двомеча добија се одигравањем златног сета. Златни сет се игра по завршетку друге утакмице, до 15 поена.
| Датум и време       |      | Резултат       |      | Сетови  | Сетови  | Сетови  | Сетови  | Сетови |
| Датум и време       | 1.   | Резултат       | 2.   | 3.      | 4.      | 5.      |         |        |
| ------------------- | ---- | -------------- | ---- | ------- | ------- | ------- | ------- | ------ |
| 29. 10. 2024. 18:00 | Уб   | 1 : 3 Извештај | ТЕНТ | 22 : 25 | 25 : 19 | 22 : 25 | 17 : 25 |        |
| 20. 11. 2024. 19:00 | ТЕНТ | 3 : 1 Извештај | Уб   | 21 : 25 | 25 : 22 | 25 : 21 | 25 : 17 |        |

- ТЕНТ се са две победе пласирао у полуфинале.[4]

| Датум и време       |               | Резултат       |               | Сетови  | Сетови  | Сетови  | Сетови | Сетови |
| Датум и време       | 1.            | Резултат       | 2.            | 3.      | 4.      | 5.      |        |        |
| ------------------- | ------------- | -------------- | ------------- | ------- | ------- | ------- | ------ | ------ |
| 30. 11. 2024. 19:00 | Инђија        | 0 : 3 Извештај | Црвена звезда | 17 : 25 | 18 : 25 | 11 : 25 |        |        |
| 20. 11. 2024. 18:30 | Црвена звезда | 3 : 0 Извештај | Инђија        | 25 : 12 | 25 : 20 | 25 : 22 |        |        |

- Црвена звезда се са две победе пласирала у полуфинале.[5]

| Датум и време       |                        | Резултат       |                        | Сетови  | Сетови  | Сетови  | Сетови  | Сетови |
| Датум и време       | 1.                     | Резултат       | 2.                     | 3.      | 4.      | 5.      |         |        |
| ------------------- | ---------------------- | -------------- | ---------------------- | ------- | ------- | ------- | ------- | ------ |
| 30. 11. 2024. 20:00 | Срем                   | 3 : 1 Извештај | Јединство Стара Пазова | 25 : 23 | 25 : 15 | 16 : 25 | 25 : 15 |        |
| 20. 11. 2024. 18:00 | Јединство Стара Пазова | 3 : 2 Извештај | Срем                   | 19 : 25 | 22 : 25 | 25 : 12 | 25 : 15 | 15 : 9 |

- Срем је у двомечу освојио 4 бода и пласирао се у полуфинале.[5]

| Датум и време       |                     | Резултат       |                     | Сетови  | Сетови  | Сетови  | Сетови  | Сетови |
| Датум и време       | 1.                  | Резултат       | 2.                  | 3.      | 4.      | 5.      |         |        |
| ------------------- | ------------------- | -------------- | ------------------- | ------- | ------- | ------- | ------- | ------ |
| 30. 11. 2024. 20:00 | Партизан Коптек     | 0 : 3 Извештај | Железничар Лајковац | 15 : 25 | 14 : 25 | 19 : 25 |         |        |
| 19. 11. 2024. 19:00 | Железничар Лајковац | 3 : 1 Извештај | Партизан Коптек     | 25 : 22 | 19 : 25 | 25 : 16 | 25 : 20 |        |

- Железничар Лајковац се са две победе пласирао у полуфинале.[6]

## Полуфинале
Жреб парова полуфинала Купа Србије у сезони 2024/25. одржан је 22. новембра 2024. године.
У полуфиналу се играју две утакмице (једна на домаћем и једна на гостујућем терену). Утакмице завршене резултатима 3 : 0 (0 : 3) и 3 : 1 (1 : 3) победнику доносе три бода, док поражени остаје без бодова. Утакмице завршене резултатом 3 : 2 (2 : 3) победнику доносе два бода, а пораженом један. Победник полуфиналног двомеча је онај клуб који сакупи више бодова. Ако противници имају исти број бодова, победник полуфиналног двомеча добија се одигравањем златног сета. Златни сет се игра по завршетку друге утакмице, до 15 поена.
| Датум и време       |                     | Резултат       |                     | Сетови  | Сетови  | Сетови  | Сетови  | Сетови  |
| Датум и време       | 1.                  | Резултат       | 2.                  | 3.      | 4.      | 5.      |         |         |
| ------------------- | ------------------- | -------------- | ------------------- | ------- | ------- | ------- | ------- | ------- |
| 4. 12. 2024. 18:30  | Црвена звезда       | 3 : 2 Извештај | Железничар Лајковац | 26 : 24 | 21 : 25 | 25 : 19 | 12 : 25 | 15 : 13 |
| 18. 12. 2024. 19:00 | Железничар Лајковац | 3 : 1 Извештај | Црвена звезда       | 23 : 25 | 26 : 24 | 25 : 18 | 25 : 23 |         |

- Железничар Лајковац је у двомечу освојио 4 бода и пласирао се у финале.[8]

| Датум и време       |      | Резултат       |      | Сетови  | Сетови  | Сетови  | Сетови  | Сетови |
| Датум и време       | 1.   | Резултат       | 2.   | 3.      | 4.      | 5.      |         |        |
| ------------------- | ---- | -------------- | ---- | ------- | ------- | ------- | ------- | ------ |
| 4. 12. 2024. 19:00  | ТЕНТ | 3 : 0 Извештај | Срем | 25 : 16 | 27 : 25 | 25 : 15 |         |        |
| 18. 12. 2024. 20:00 | Срем | 3 : 1 Извештај | ТЕНТ | 25 : 19 | 25 : 13 | 23 : 25 | 25 : 12 |        |

- Оба клуба су у двомечу освојила по 3 бода. ТЕНТ је златни сет добио резултатом 15 : 10 и пласирао се у финале.[9]

## Финале
Домаћин финала Купа Србије у обе конкуренције био је Крагујевац, а утакмице су одигране у Спортској хали Језеро. Оба финална сусрета директно је преносио РТС 2. Био је ово први пут у историји да су се у финалу националног купа састале одбојкашице обреновачког ТЕНТ-а и лајковачког Железничара.
Након 73 минута игре, одбојкашице ТЕНТ-а оствариле су победу резултатом 3 : 0 и тиме су свом клубу донеле први трофеј у националном купу. За најкориснију играчицу финала проглашена је Невена Сајић, примач победничке екипе.
| Датум и време      |      | Резултат       |            | Сетови  | Сетови  | Сетови  | Сетови | Сетови |
| Датум и време      | 1.   | Резултат       | 2.         | 3.      | 4.      | 5.      |        |        |
| ------------------ | ---- | -------------- | ---------- | ------- | ------- | ------- | ------ | ------ |
| 23. 2. 2025. 16:30 | ТЕНТ | 3 : 0 Извештај | Железничар | 25 : 22 | 25 : 19 | 25 : 15 |        |        |

| Победник Купа Србије у одбојци за жене 2024/25. |
| ----------------------------------------------- |
| ЖОК ТЕНТ 1. титула                              |